# Aparupa
Aparupa is een geslacht van kevers uit de familie van de loopkevers (Carabidae). De wetenschappelijke naam van het geslacht is voor het eerst geldig gepubliceerd in 1930 door Andrewes.

## Soorten
Het geslacht Aparupa omvat de volgende soorten:
- Aparupa andrewesi Casale, 1980
- Aparupa beethami Andrewes, 1930
- Aparupa exophthalmica Andrewes, 1930
- Aparupa kaii Morvan, 1982
- Aparupa kirschenhoferi Morvan, 1999
- Aparupa lateromanginalis Casale, 1980
- Aparupa magar J. Schmidt, 1998
- Aparupa matsumurai Habu, 1973
- Aparupa mirabilis Casale, 1983
- Aparupa naviauxi Morvan, 1999
- Aparupa nepalensis Casale, 1980
- Aparupa rougemonti Morvan, 1999
- Aparupa silvatica Deuve, 1983
- Aparupa villosa Andrewes, 1930
- Aparupa waroki Morvan, 1982